# Douglas Fabián Calderón Pinto
Douglas Calderón (Neiva, Colombia; 15 de marzo de 1980) es un director técnico de fútbol, actualmente dirige al Atlético Huila Femenino de la Liga Águila de Colombia.

## Formación
Douglas estudió la carrera de educación física en la Universidad Surcolombiana y posteriormente realizó una especialización en fútbol en la Universidad del Tolima.

## Trayectoria
Como jugador militó para el Atlético Huila entre 1999 y 2001.
Como entrenador comenzó trabajando durante una década en el Sena como coordinador de deportes.
Durante 2017 dirigió al Atlético Huila Femenino.
Entre 2017 y 2018 fue asistente técnico de Nelson Abadía en la Selección Colombia Femenina de Mayores.
Para 2019 es contratado por el recién fundado Millonarios Femenino.

## Clubes

### Como jugador
| Club           | País     | Año         |
| -------------- | -------- | ----------- |
| Atlético Huila | Colombia | 1999 - 2001 |

### Como asistente
| Club                        | País     | Año         |
| --------------------------- | -------- | ----------- |
| Selección Colombia Femenina | Colombia | 2017 - 2018 |

### Como entrenador
| Club                    | País     | Año           |
| ----------------------- | -------- | ------------- |
| Atlético Huila Femenino | Colombia | 2017          |
| Millonarios Femenino    | Colombia | 2019          |
| Atlético Huila Femenino | Colombia | 2020-presente |

## Estadistícas como entrenador
| Equipo                             | Torneo            | Partidos | Partidos | Partidos | Partidos |
| Equipo                             | Torneo            | PJ       | PG       | PE       | PP       |
| ---------------------------------- | ----------------- | -------- | -------- | -------- | -------- |
| Atlético Huila Femenino · Colombia |                   |          |          |          |          |
| Liga 2017                          | 11                | 5        | 1        | 5        |          |
| Total club                         | 11                | 5        | 1        | 5        |          |
| Millonarios Femenino · Colombia    |                   |          |          |          |          |
| Liga 2019                          | 10                | 4        | 4        | 2        |          |
| Total club                         | 10                | 4        | 4        | 2        |          |
| Consolidado Total                  | Consolidado Total | 21       | 9        | 5        | 7        |